# Henry McMillian
Henry McMillian (Folkston, 17 ottobre 1971) è un ex giocatore di football americano statunitense che ha militato nel ruolo di defensive tackle nella National Football League (NFL).

## Carriera
McMillian fu scelto nel corso del sesto giro (180º assoluto) del Draft NFL 1995 dai Seattle Seahawks. Vi giocò per tre stagioni fino al 1997, scendendo in campo in una gara nella prima e in tre nella seconda, mai come titolare.